# Beuk Cola
.
La Beuk Cola è una cola alternativa, distributita dalla cooperativa bretone Kan Ar Bed. Questa bevanda è fabbricata in Bretagna (Francia). Il suo ingrediente di base è uno zucchero rosso originario della Costa Rica (fabbricato dalla cooperativa di Coopecañera, che appartiene alla filiera del commercio equo), ed è distribuita solo da catene commerciali del commercio equo che trattano prodotti andini.